# Деревня Кожзавода
Дере́вня Кожзаво́да (баш. Күнзавод) — населённый пункт в Баймакском районе Республики Башкортостан Российской Федерации. Входит в состав Темясовского сельсовета.
С 2005 года имеет современный статус.

## География

### Географическое положение
Находится на левом берегу реки Сакмары, у подножия горы Олотау.
Расстояние до:
- районного центра (Баймак): 57 км,
- центра сельсовета (Темясово): 2 км,
- ближайшей железнодорожной станции (Сибай): 115 км.

## История
Деревня Кожзавод была основана ориентировочно в конце XVIII века на левом берегу реки Сакмар.
В середине XIX века  в деревне находились две водяных мельницы, кожевенная фабрика, кузница и мелкие предприятия.

## Население
| 2002 | 2009 | 2010 |
| ---- | ---- | ---- |
| 152  | ↗167 | ↘148 |

Национальный состав
Согласно переписи 2002 года, преобладающая национальность — башкиры (86 %).